# Haeromys minahassae
Haeromys minahassae је врста глодара из породице мишева (Muridae).

## Распрострањење
Ареал врсте је ограничен на једну државу. Индонезија је једино познато природно станиште врсте.

## Станиште
Станиште врсте су шуме.

## Угроженост
Ова врста се сматра рањивом у погледу угрожености врсте од изумирања.